# 史瑞克
《史瑞克》，是一部於2001年上映的美國電腦動畫諷刺冒險片，由梦工厂动画公司製作，夢工廠發行，《史瑞克系列》的第一部作品，該部作品大致改編自知名童畫書作家威廉·史泰格的同名繪本《史力加！》，該部作品由安德魯·亞當森和艾倫·華納執導，由泰德·艾略特、 泰瑞·羅西奧、 喬伊·史蒂爾曼和羅傑·S·H·舒爾曼編劇，其配音陣容包括麥克·邁爾斯、約翰·李斯高、艾迪·墨菲、卡麥蓉·狄亞. 劇情描繪居住在沼澤的怪物史瑞克，在發現他的沼澤被法克大人放逐的童話角色佔據後。在驢子的幫助下同意營救費歐娜公主，以從法克大人手中奪回自己寧靜的沼澤。
在1991年購買了《史力加！》影視化的版權後，史蒂芬·史匹柏便試圖根據這部作品來製作一部傳統動畫的改編作品，但在製片人約翰·H·威廉姆斯的說服下，他則將《史力加！》的企劃帶到當時剛成立的夢工廠。傑弗瑞·卡森伯格於 1995年開始開發《史瑞克》，立即在工作室從史匹柏手中購買版權，原先史瑞克的配音由克里斯·法利擔任，但在他的電影工作完成之前就於1997年去世；邁爾斯隨即雇來代替他，並為史萊克創造了其標誌性的蘇格蘭口音。這部電影最初在製作動畫曾試圖使用動作捕捉，但在測試結果不佳後，工作室聘請了太平洋資料映畫公司來完成最終的電腦動畫。《史瑞克》的電影主題則在於「嘲諷所有的經典故事，並顛覆了一般人對故事的刻版印象」，並特意模仿或諷刺其他經由童話改編的作品，尤其是迪士尼動畫電影。
《史瑞克》在2001年於坎城影展首映，並在此角逐金棕櫚獎，使其成為繼迪斯尼的《小飛俠》之後第一部被選中的動畫電影。，這部電影於 2001年5月18日於美國上映，全球票房收入超過4.87億美元，成為2001年票房第四高的電影。同時《史瑞克》因其動畫、表演、配樂、劇情和幽默而受到評論家的廣泛讚譽，他們指出這些內容既適合成人也適合兒童。最終，《史瑞克》在第74届奥斯卡金像奖提名為最佳改編劇本獎並獲得最佳動畫片獎獎。它在英國電影學院獎也獲得了六項提名，包括贏得了最佳改編劇本。
《史瑞克》的成功，幫助了夢工廠動畫公司成為皮克斯动画工作室的競爭對手。之後亦有續集《史瑞克2》、《史瑞克三世》以及《史瑞克快樂4神仙》。以及兩部衍生電影和《史瑞克》系列的其他作品。2020年，史瑞克被美國國會圖書館認定為“具有文化、歷史或美學意義”，並被選入國家影片登記表保存，原訂的第五部電影計劃曾被取消，後在2016年重啟，直至2022年為止，該部電影尚未開始製作。

## 劇情
遙遠的沼澤裡住著一个被人稱為怪物且力大无比的史瑞克，他喜欢独居生活，虽然脾气暴躁但却心地善良。為了趕走被邪惡且身材矮小的法克大人驅離到他家附近森林裡的一大堆童話故事人物而前往杜洛城找法克大人談判，並挑選了喋喋不休、不肯閉嘴的驢子成为伙伴。其後法克表示史瑞克說將一座塔裡的美丽的費歐娜公主救出來以後，法克就還他寧靜的沼澤，而娶到費歐娜公主的法克就能当上国王。
史瑞克來到位於火山口的城堡後救出了公主並打败了火龙，而火龙与驴子互相产生了情愫。在救出公主回来的途中，他和費歐娜產生情愫。但驢子首先發現了美麗公主的秘密：原来費歐娜公主在她小的時候曾被一个恐怖的咒语所诅咒，每到晚上咒语生效，她会变成一个怪物的模样，直到天亮才能恢复原样。国王和王后知道后向神仙教母求助，被教母告知需要把公主锁在高塔上，等待一位勇敢的白马王子来救她并给她一吻，她才能破除咒语永远恢复原样。
就在驴子知道这个秘密的晚上，史瑞克决定向費歐娜表白爱意，不料由于偷听到二人之间的谈话，使他误会认为費歐娜嫌弃他的怪样，于是放弃了表白。
当史瑞克把費歐娜交给法克后，他回到了宁静的沼澤老家，而驴子把真相告知他后，他决定夺回公主。在小龍女（火龙）的帮助下，史瑞克最终战胜法克，重新夺回了費歐娜公主的芳心。但是当他亲吻費歐娜后，費歐娜并没有变回原来的美丽长相，而是永远停留在怪物的样子状态（因為那正是咒語所說的「真愛的樣貌」），但这并不影响史瑞克对她的爱。从此两人幸福地生活在了一起，故事結束。

## 配音員
| 配音                            | 配音   | 配音   | 角色                                                                  |
| 美國                            | 台灣   | 香港   | 角色                                                                  |
| ------------------------------- | ------ | ------ | --------------------------------------------------------------------- |
| 麥克·邁爾斯                     | 李立群 | 黃秋生 | 史瑞克（Shrek），巨大強壯且獨居在森林裡的綠色怪物。                   |
| 艾迪·墨菲                       | 唐從聖 | 張衛健 | 驢子（Donkey）喋喋不休的傻驢子。                                      |
| 卡麥蓉·狄亞兹                   | 蔣篤慧 | 曾秀清 | 費歐娜公主（Princess Fiona），是一位美麗且身懷絕技的公主。            |
| 约翰·利思戈                     | 符爽   | 招世亮 | 法克大人（Lord Farquaad），惡毒的領主，曾想要讓費歐娜公主當他的妻子。 |
| 凡松·卡塞                       | 黃韋皓 | 徐敏   | 羅賓漢（Monsieur Robin Hood）                                         |
| 科瑞德·富隆                     | 劉傑   | 梁偉德 | 薑餅人（Gingerbread Man）                                             |
| 克里斯·米勒                     |        |        | 蓋比特先生（Geppetto）                                                |
| 克里斯·米勒                     |        | 高翰文 | 墨鏡（Magic Mirror）                                                  |
| 寇蒂·卡梅隆                     | 于正昇 | 古明華 | 皮諾丘（Pinocchio）                                                   |
| 寇蒂·卡梅隆                     |        |        | 三隻小豬（Three Little Pigs）                                         |
| 西蒙·J·史密斯 克里斯多福·奈特斯 |        |        | 三隻瞎老鼠（Three Blind Mice）                                        |
| 克里斯多福·奈特斯               |        |        | （Thelonius）                                                         |
| 艾榮·華納爾                     |        |        | 大野狼（Big Bad Wolf）                                                |
| 吉姆·康明斯                     |        |        | 侍衛（Captain of the Guards）                                         |
| 凱瑟琳·富里曼                   |        |        | 老太太（Old Woman）                                                   |
| 安德魯·亞當森                   |        |        | （Duloc Mascot）                                                      |
| 巴比·布拉克                     |        |        | 熊寶寶（Baby Bear from the Three Bears）                              |
| 麥克·葛拉斯索                   |        |        | 彼得潘（Peter Pan）                                                   |
| 艾莉莎·葛布蕾莉                 |        |        | 其他角色（additional voices）                                         |

## 發行
電影於2001年5月16日在美國上映。

### 評價
爛番茄根據202條評論，給出88%的新鮮度，平均得分7.8／10。在Metacritic上，電影獲得了84分。2022年5月，本片在Metacritic列出的影史百大動畫電影排名中名列第55名。

## 其它媒体

### 书籍
本片原著：
- Steig, William (1990). 史瑞克！, Sunburst Paperback. ISBN 0-374-46623-8

### 電視遊戲
Several 電視遊戲 adaptations of Shrek have been published on various 遊戲機 platforms.
- 史瑞克 (電視遊戲)
- 史瑞克2 (電視遊戲)
- 史瑞克：Smash and Crash
- 史瑞克：Hassle at the Castle
- 史瑞克：Super Slam
- 史瑞克：Extra Large
- 史瑞克：超級派對
- 史瑞克3 (電視遊戲)
- 史瑞克4 (電視遊戲)

### 漫画
- 2003年黑馬漫畫出版了3期史瑞克迷你系列漫画书，这个系列收入到trade paperback（英语：trade paperback (comics)）中。 [6]

## 參看
- 史瑞克2
- 史瑞克三世
- 史瑞克快樂4神仙